# زاگورا (شهرستان زاموشتش)
زاگورا (به لهستانی:  Zagóra) یک روستا در لهستان است که در گمینا زاموشتش واقع شده‌است.